# Карлос Кеироз
Карлос Мануел Брито Леал Кеироз (порт. Carlos Manuel Brito Leal de Queiroz; Нампула, 1. март 1953) португалски је фудбалски тренер.